# جوداس بريست
جوداس بريست (بالإنجليزية: Judas Priesth)‏ هي فرقة هيفي ميتال إنجليزية من برمينغهام.
وهي فرقة موسيقية بريطانية تقليدية ثقيلة من برمنجهام. أسسها جوداس بريست في عام 1969 مععازف القيثارة إيان هيل، وهي واحدة من أكثر الفرق الموسيقية تأثيراً في المشهد المعدني الثقيل 1,2,3، بفضل صوت المغني روب هالفورد، الذي يمكنه تغطية العديد من الأوكتاف، وأسلوبه الموسيقي يتميز باستخدام اثنين من عازفي الجيتار المنفردين.
كما عرض جوداس بريست أيضاً مظهر «راكب الدراجة النارية الثقيلة»، بملابسه الجلدية وأساور مسمار المعدن. في العروض تعرف المجموعة العديد من التغييرات في الطبالين. غادر المغني روب هالفورد الفرقة في عام 1991 ليقود مهنة منفردة، وحل محله تيم «ريبر» أوينز. عاد هالفورد إلى المجموعة في يوليو 2003. في عام 2007، كان لدى المجموعة أكثر من 45 مليون ألبوم في جميع أنحاء العالم.

## معرض صور

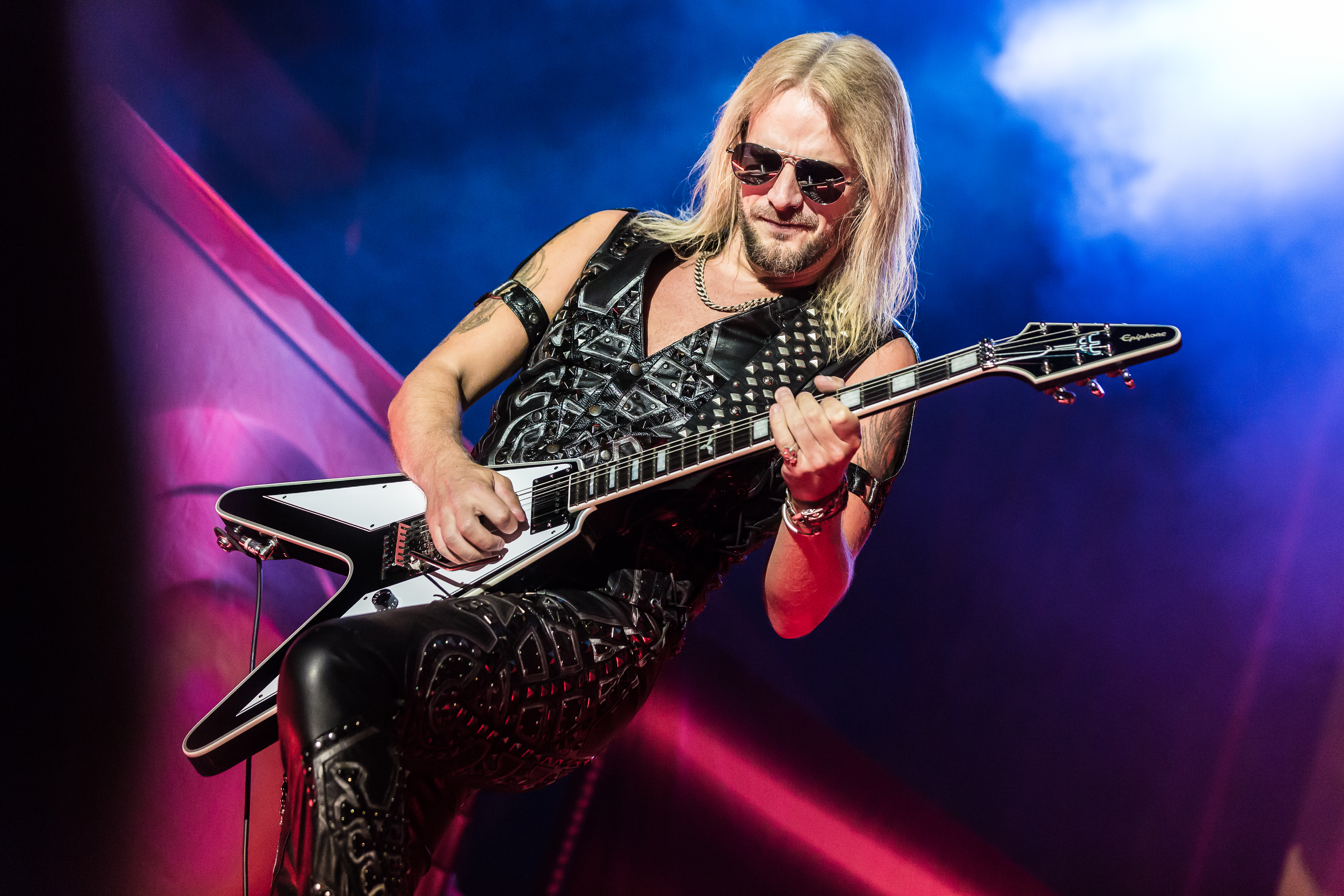
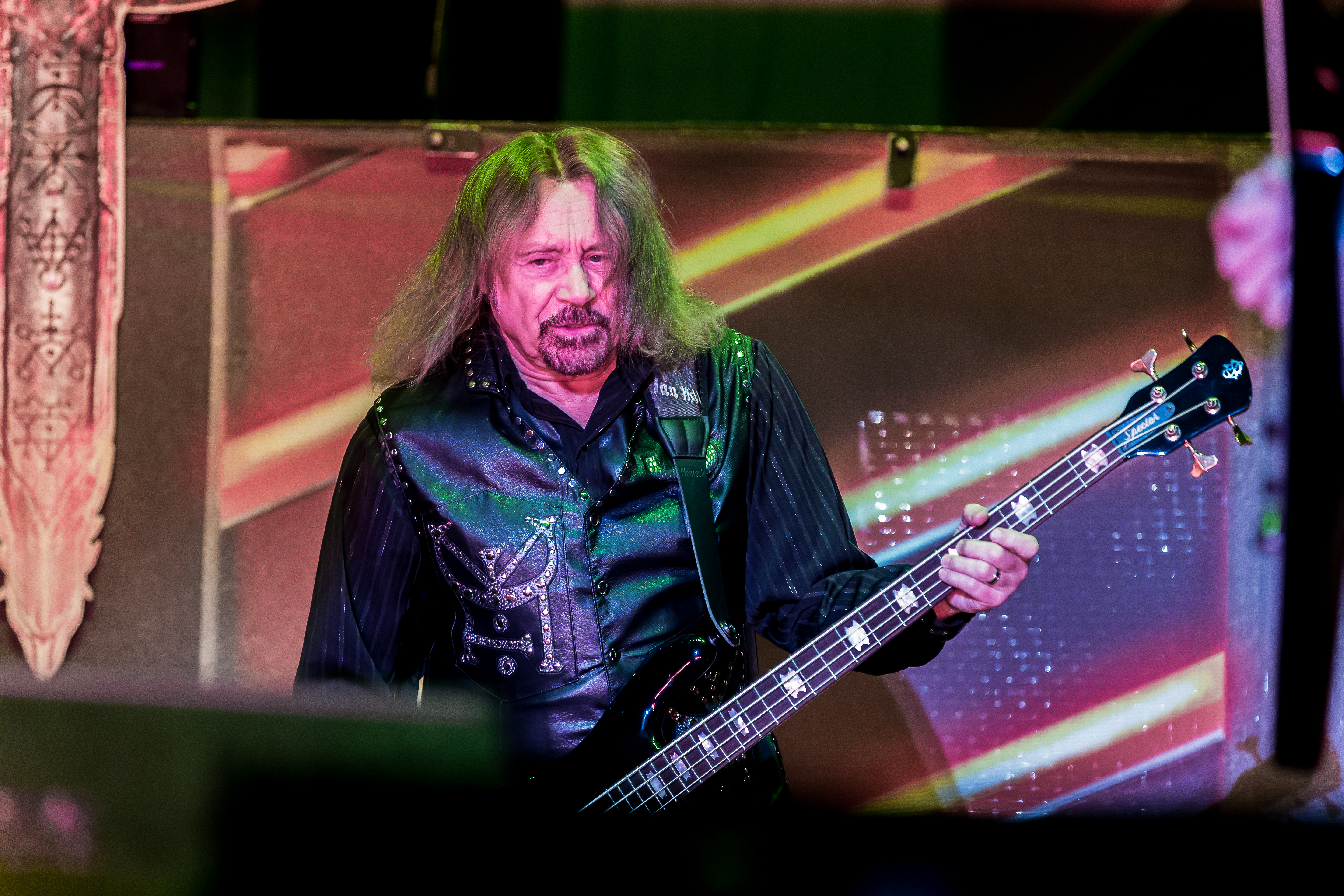
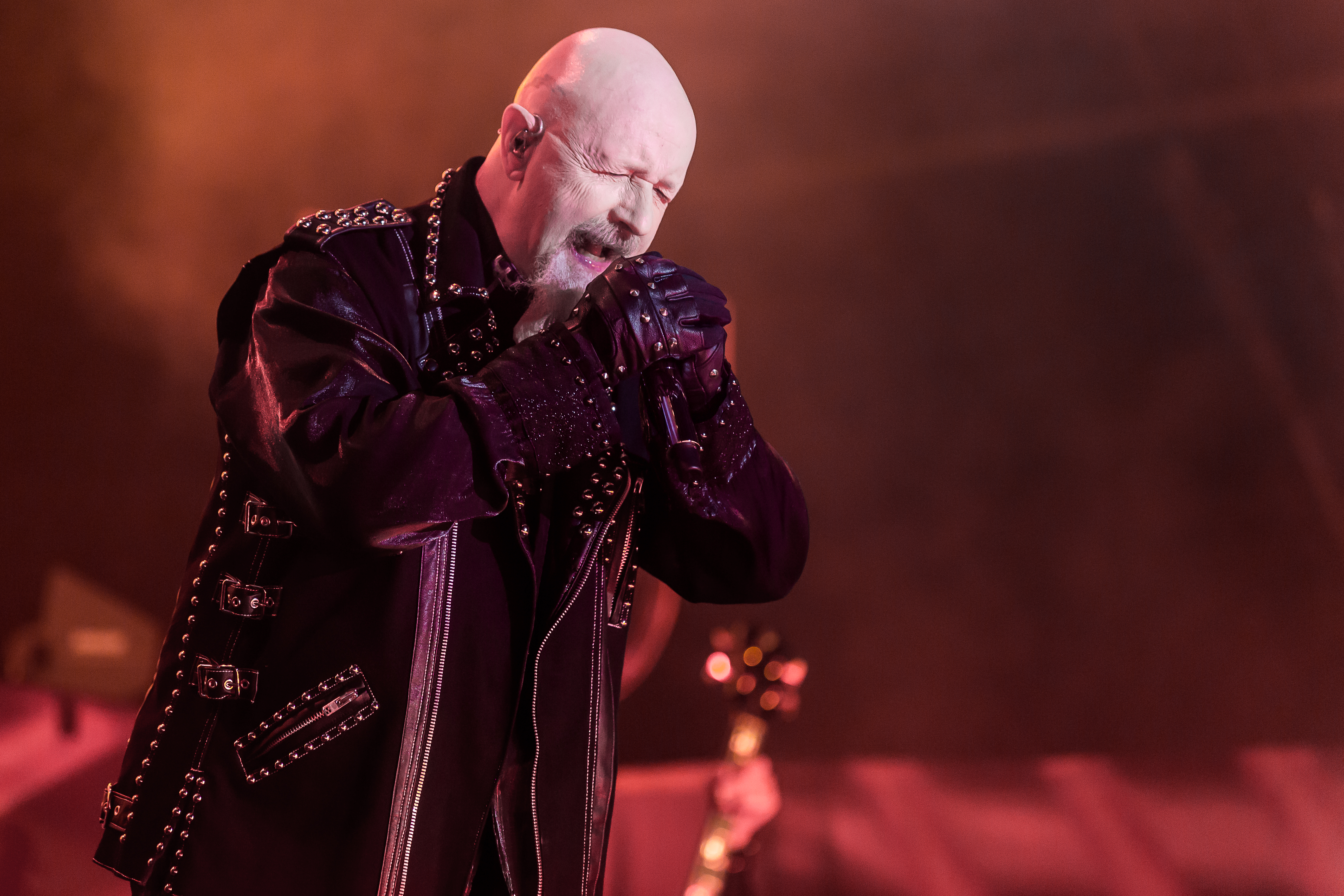
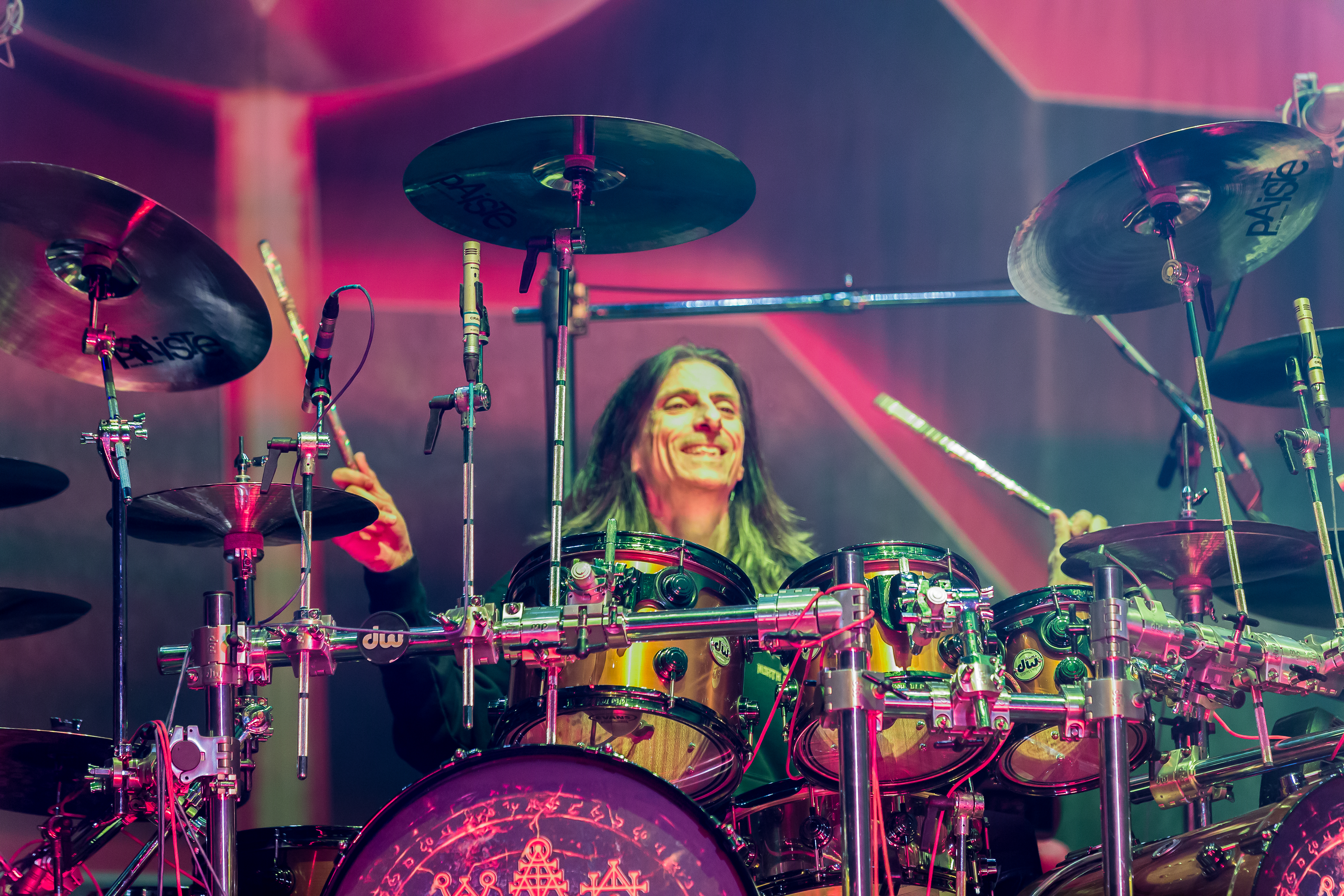
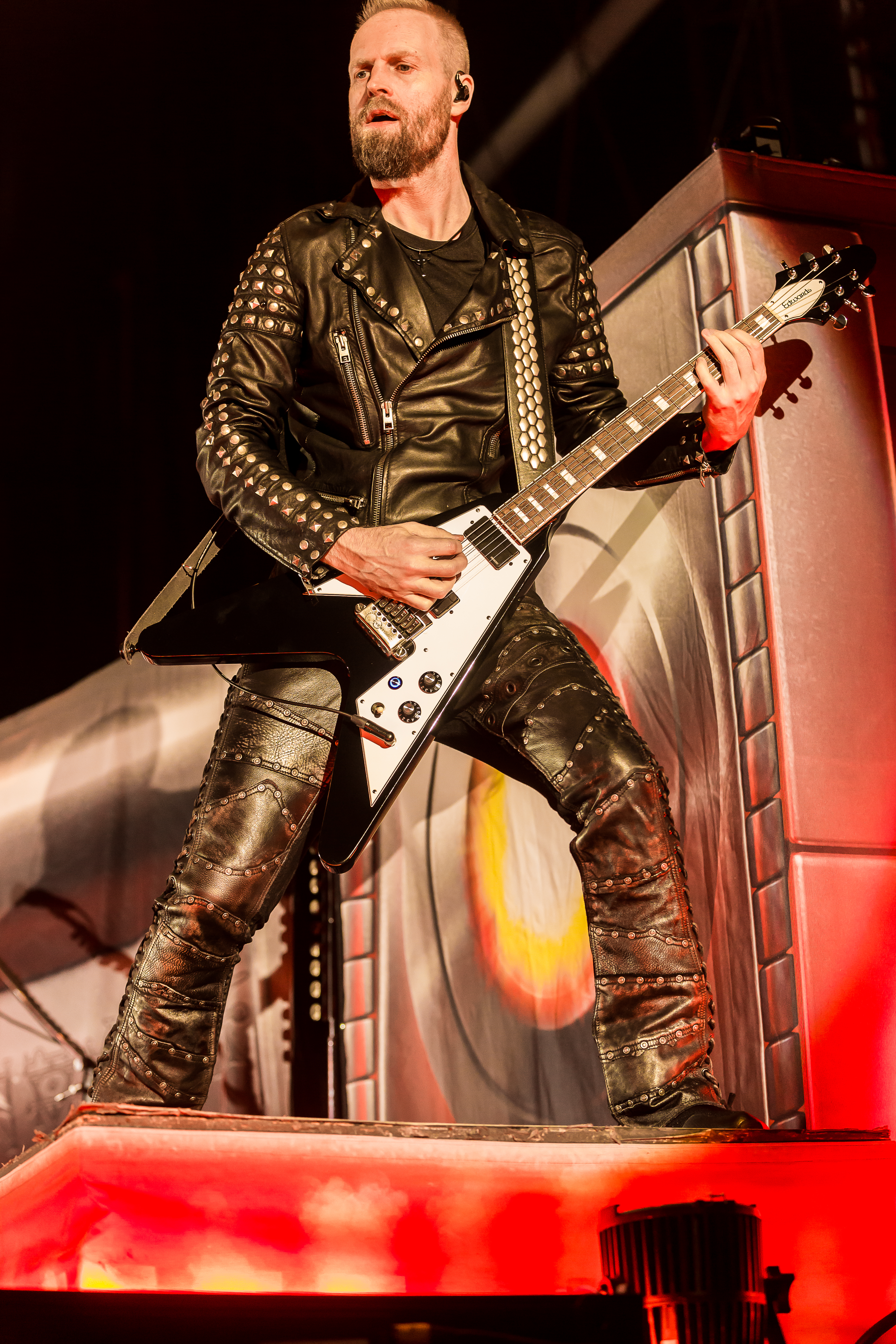

## روابط خارجية
- جوداس بريست على موقع IMDb (الإنجليزية)
- جوداس بريست على موقع ميوزك برينز (الإنجليزية)
- جوداس بريست على موقع رولينغ ستون (الإنجليزية)
- جوداس بريست على موقع أول ميوزيك (الإنجليزية)
- جوداس بريست على موقع ديسكوغز (الإنجليزية)